# Lovely Bones
Pour plus de détails, voir Fiche technique et Distribution.
Lovely Bones ou La Nostalgie de l'ange au Québec (The Lovely Bones) est un film néo-zélando-américano-britannique réalisé, coproduit et coécrit par Peter Jackson, sorti en 2009. Il est l'adaptation du roman La Nostalgie de l'ange d'Alice Sebold,.

## Synopsis
Susie est une jeune fille comme les autres, jusqu'au jour où elle est assassinée près de chez elle, en rentrant de l'école. L'assassin cache son corps. Susie se retrouve dans une sorte de paradis, d'où elle peut voir ce qui se passe sur Terre : les doutes de son père, l'incompréhension de son frère, le renfermement de sa sœur et la détresse dans laquelle sombre sa mère qui quitte la maison. Son père est prêt à tout pour découvrir son assassin. Susie commente toute l'action de là-haut.

## Fiche technique
Sauf indication contraire, les informations mentionnées dans cette section peuvent être confirmées par les bases de données cinématographiques IMDb et Allociné,  présentes dans la section « Liens externes ».
- Titre original : The Lovely Bones
- Titre français : Lovely Bones
- Titre québécois : La Nostalgie de l'ange
- Réalisation : Peter Jackson[3]
- Scénario : Philippa Boyens, Peter Jackson et Fran Walsh, d’après le roman La Nostalgie de l'ange d'Alice Sebold
- Musique : Brian Eno
- Direction artistique : Simon Bright, Jules Cook et Chris Shriver
- Décors : Naomi Shohan
- Costumes : Nancy Steiner
- Photographie : Andrew Lesnie
- Son : Christopher Boyes, Michael Hedges, Gilbert Lake, Hammond Peek, Michael Semanick
- Montage : Jabez Olssen
- Production : Carolynne Cunningham, Peter Jackson, Aimée Peyronnet et Fran Walsh
  - Production déléguée : Ken Kamins, Tessa Ross, Steven Spielberg et James Wilson
  - Coproduction : Marc Ashton, Philippa Boyens et Anne Bruning
- Sociétés de production :
  - Nouvelle-Zélande : WingNut Films, avec la participation de New Zealand Large Budget Screen Production Grant[N 1]
  - États-Unis : Key Creatives (non crédité), en association avec Dreamworks Pictures
  - Royaume-Uni : Goldcrest Pictures (non crédité), présenté par Film4
- Société de distribution : Paramount Pictures (États-Unis, Québec) ; Paramount Pictures France (France)[4] ; United International Pictures (Belgique)[5] ; Universal Pictures (Suisse romande)[5]
- Budget : 65 millions USD[6],[7]
- Pays de production :  Nouvelle-Zélande,  États-Unis,  Royaume-Uni[8]
- Langue originale : anglais
- Format : couleur (DeLuxe) — 35 mm — 2,39:1 — son Dolby Digital / DTS / SDDS
- Genre : drame, fantastique, thriller
- Durée : 135 minutes
- Dates de sortie[9] :
  - Royaume-Uni : 24 novembre 2009 (Royal Film Performance) ; 25 novembre 2009 (sortie nationale)
  - États-Unis : 11 décembre 2009 (sortie limitée) ; 15 janvier 2010 (sortie nationale)
  - Nouvelle-Zélande : 26 décembre 2009
  - Québec : 15 janvier 2010[10]
  - France, Belgique : 10 février 2010[11],[12],[13]
  - Suisse romande : 17 février 2010[14]
- Classification[15] :
  - Nouvelle-Zélande : mature (M)
  - États-Unis : accord parental recommandé, film déconseillé aux moins de 13 ans (PG-13 - Parents Strongly Cautioned)[N 2]
  - Royaume-Uni : les enfants de moins de 12 ans doivent être accompagnés d'un adulte (12A - Suitable for 12 years and over)[16]
  - France : tous publics avec avertissement[17],[N 3]
  - Belgique : tous publics (Alle Leeftijden)[13]
  - Suisse romande : interdit aux moins de 14 ans[18]
  - Québec : tous publics - déconseillé aux jeunes enfants (G - General Rating)[10]

## Distribution
- Saoirse Ronan (VF : Léopoldine Serre) : Susie Salmon, une jeune fille assassinée le 6 décembre 1973 à l'âge de 14 ans[19]
- Mark Wahlberg (VF : Bruno Choël) : Jack Salmon, le père de Susie[20]
- Rachel Weisz (VF : Laura Préjean) : Abigail Salmon, la mère de Susie[21]
- Stanley Tucci (VF : Bernard Alane) : George Harvey, l'assassin[22]
- Susan Sarandon (VF : Béatrice Delfe) : Grand-mère Lynn, la mère d'Abigail[23]
- Jake Abel (VF : Nathanel Alimi) : Brian Nelson, le petit ami de Clarissa
- Michael Imperioli (VF : Raphaël Cohen) : Len Fenerman, l'inspecteur chargé de l'enquête
- Rose McIver (VF : Lutèce Ragueneau) : Lindsey Salmon, la petite sœur de Susie âgée de 13 ans
- Amanda Michalka : Clarissa, la meilleure amie de Susie sur Terre
- Carolyn Dando : Ruth Connors, la fille qui aperçoit les âmes des morts
- Reece Ritchie (VFB : Benjamin Jungers) : Ray Singh, le petit ami de Susie
- Christian Thomas Ashdale (VF : Elliot Coulpier) : Buckley Salmon, le petit frère de Susie âgé de 4 ans
- Bill Fisher : Mr. Connors, le père de Ruth
- Nikki SooHoo (VF : Dany Verissimo) : Denise Lee Ang, qu'on appelle Holly, la meilleure amie de Susie dans l'au-delà
- Stefania Owen : Flora Hernandez, petite fille elle aussi assassinée par George Harvey, avant Susie
- Thomas McCarthy : Principal Caden
- Andrew James Allen : Samuel Heckler

## Production

### Attribution des rôles
Ryan Gosling est initialement retenu pour incarner le père. Gosling s'inquiète de son trop jeune âge, et prend du poids pour rejoindre l'image qu'il se fait du personnage. En préproduction, il apparaît cependant que Peter Jackson et Fran Walsh se font une idée différente du rôle, ce qui les conduit à écarter Ryan Gosling et à le remplacer par Mark Wahlberg.

## Accueil

### Box-office
| Pays ou région | Box-office      | Date d'arrêt du box-office | Nombre de semaines |
| -------------- | --------------- | -------------------------- | ------------------ |
| Mondial        | 93 621 340 USD  | 18 mars 2010               | 14                 |
| États-Unis     | 44 114 232 USD  | 18 mars 2010               | 14                 |
| France         | 288 280 entrées | 24 mars 2010               | 6                  |

Du 11 novembre 2009 jusqu'au 14 janvier 2010, c'est-à-dire pendant 5 week-ends (35 jours), environ 500 000 $ (466 663 $, plus précisément) ont été récoltés dans une exploitation très limitée, le film était visible uniquement dans 3 salles américaines. Ce n'est qu'à partir du 15 janvier que le film est diffusé dans 2 563 salles, récoltant ainsi 20 538 000 $ (15-18 janvier 2010).

## Distinctions

### Récompenses
| Récompenses 2009-2011 du film Lovely Bones | Récompenses 2009-2011 du film Lovely Bones                           | Récompenses 2009-2011 du film Lovely Bones                  | Récompenses 2009-2011 du film Lovely Bones |
| Années                                     | Évènements                                                           | Catégories / Récompenses                                    | Lauréat(es) |
| ------------------------------------------ | -------------------------------------------------------------------- | ----------------------------------------------------------- | --- |
| 2009                                       | Dallas-Fort Worth Film Critics Association Awards                    | Meilleure photographie                                      | Andrew Lesnie |
| 2009                                       | Las Vegas Film Critics Society Awards                                | Meilleure jeune actrice                                     | Saoirse Ronan |
| 2009                                       | Phoenix Film Critics Society Awards                                  | Meilleure jeune actrice                                     | Saoirse Ronan |
| 2010                                       | Academy of Science Fiction, Fantasy and Horror Films - Saturn Awards | Saturn Award du meilleur jeune acteur                       | Saoirse Ronan |
| 2010                                       | Critics' Choice Movie Awards                                         | Critics Choice Award de la meilleure jeune actrice          | Saoirse Ronan |
| 2010                                       | Festival international du film de Santa Barbara                      | Prix Virtuose                                               | Saoirse Ronan |
| 2010                                       | Festival international du film de Santa Barbara                      | Prix de l'avant-garde du cinéma                             | Stanley Tucci |
| 2010                                       | Online Film and Television Association                               | Meilleure jeune actrice                                     | Saoirse Ronan |
| 2010                                       | Irish Film and Television Awards                                     | Meilleure actrice dans un rôle principal                    | Saoirse Ronan |
| 2011                                       | CinEuphoria Awards                                                   | Meilleure direction artistique - Compétition internationale | Jules Cook, George DeTitta Jr., Meg Everist, Leo Holder, Marion Kolsby, Jeffrey D. McDonald, Naomi Shohan, Chris Shriver, Troy Stephens et Nell Stifel |

### Nominations
| 2009 | Alliance of Women Film Journalists                                   | Le plus beau film                                                     | Lovely Bones |
| 2009 | Awards Circuit Community Awards                                      | Meilleur acteur dans un second rôle                                   | Stanley Tucci |
| 2009 | Awards Circuit Community Awards                                      | Mentions honorables (Les dix prochains candidats aux meilleurs films) | Lovely Bones |
| 2009 | Chicago Film Critics Association Awards                              | Meilleur acteur dans un second rôle                                   | Stanley Tucci |
| 2009 | Dallas-Fort Worth Film Critics Association Awards                    | Meilleur acteur dans un second rôle                                   | Stanley Tucci |
| 2009 | Detroit Film Critics Society Awards                                  | Meilleure actrice                                                     | Saoirse Ronan |
| 2009 | Detroit Film Critics Society Awards                                  | Meilleur acteur dans un second rôle                                   | Stanley Tucci |
| 2009 | Golden Schmoes Awards                                                | Meilleur acteur dans un second rôle de l'année                        | Stanley Tucci |
| 2009 | Houston Film Critics Society Awards                                  | Meilleure actrice                                                     | Saoirse Ronan |
| 2009 | Houston Film Critics Society Awards                                  | Meilleur acteur dans un second rôle                                   | Stanley Tucci |
| 2009 | Houston Film Critics Society Awards                                  | Meilleure photographie                                                | Andrew Lesnie |
| 2009 | Indiana Film Journalists Association Awards                          | Meilleur acteur dans un second rôle                                   | Stanley Tucci |
| 2009 | Rondo Hatton Classic Horror Awards                                   | Meilleur film                                                         | Peter Jackson |
| 2009 | San Diego Film Critics Society Awards                                | Meilleur acteur dans un second rôle                                   | Stanley Tucci |
| 2009 | St. Louis Film Critics Association Awards                            | Meilleure actrice                                                     | Saoirse Ronan |
| 2009 | St. Louis Film Critics Association Awards                            | Meilleur acteur dans un second rôle                                   | Stanley Tucci |
| 2009 | St. Louis Film Critics Association Awards                            | Meilleurs effets visuels                                              | Lovely Bones |
| 2009 | St. Louis Film Critics Association Awards                            | Film le plus original, innovant ou créatif                            | Lovely Bones |
| 2009 | Washington DC Area Film Critics Association Awards                   | Meilleur acteur dans un second rôle                                   | Stanley Tucci |
| 2009 | Washington DC Area Film Critics Association Awards                   | Meilleure direction artistique                                        | Naomi Shohan |
| 2010 | AARP Movies for Grownups Awards                                      | Meilleure actrice dans un second rôle                                 | Susan Sarandon |
| 2010 | Academy of Science Fiction, Fantasy and Horror Films - Saturn Awards | Meilleur film fantastique                                             | Lovely Bones |
| 2010 | Academy of Science Fiction, Fantasy and Horror Films - Saturn Awards | Meilleur acteur dans un second rôle                                   | Stanley Tucci |
| 2010 | Academy of Science Fiction, Fantasy and Horror Films - Saturn Awards | Meilleure actrice dans un second rôle                                 | Susan Sarandon |
| 2010 | Academy of Science Fiction, Fantasy and Horror Films - Saturn Awards | Meilleure musique                                                     | Brian Eno |
| 2010 | Art Directors Guild                                                  | Meilleurs décors dans un film contemporain                            | Jules Cook, George DeTitta Jr., Meg Everist, Leo Holder, Marion Kolsby, Jeffrey D. McDonald, Naomi Shohan, Chris Shriver, Troy Stephens et Nell Stifel |
| 2010 | BAFTA Awards                                                         | Meilleure actrice                                                     | Saoirse Ronan |
| 2010 | BAFTA Awards                                                         | Meilleur acteur dans un second rôle                                   | Stanley Tucci |
| 2010 | Critics' Choice Movie Awards                                         | Meilleure actrice                                                     | Saoirse Ronan |
| 2010 | Critics' Choice Movie Awards                                         | Meilleur acteur dans un second rôle                                   | Stanley Tucci |
| 2010 | Critics' Choice Movie Awards                                         | Meilleure photographie                                                | Andrew Lesnie |
| 2010 | Critics' Choice Movie Awards                                         | Meilleure direction artistique                                        | Lovely Bones |
| 2010 | Critics' Choice Movie Awards                                         | Meilleurs effets visuels                                              | Lovely Bones |
| 2010 | Denver Film Critics Society                                          | Meilleur acteur dans un second rôle                                   | Stanley Tucci |
| 2010 | Gold Derby Awards                                                    | Meilleur acteur dans un second rôle                                   | Stanley Tucci |
| 2010 | Golden Globes                                                        | Meilleur acteur dans un second rôle                                   | Stanley Tucci |
| 2010 | International Online Cinema Awards (INOCA)                           | Meilleurs effets visuels                                              | Lovely Bones |
| 2010 | Irish Film and Television Awards                                     | Meilleur acteur international                                         | Stanley Tucci |
| 2010 | Italian Online Movie Awards (IOMA)                                   | Meilleur acteur dans un second rôle                                   | Stanley Tucci |
| 2010 | London Critics Circle Film Awards                                    | Jeune artiste britannique de l'année                                  | Saoirse Ronan |
| 2010 | Online Film and Television Association                               | Meilleur acteur dans un second rôle                                   | Stanley Tucci |
| 2010 | Oscars                                                               | Meilleur acteur dans un second rôle                                   | Stanley Tucci |
| 2010 | Scream Awards                                                        | Meilleure actrice dans un film fantastique                            | Saoirse Ronan |
| 2010 | Screen Actors Guild Awards                                           | Meilleur acteur dans un second rôle                                   | Stanley Tucci |
| 2010 | Vancouver Film Critics Circle                                        | Meilleur acteur dans un second rôle                                   | Stanley Tucci |
| 2010 | Young Artist Awards                                                  | Meilleure jeune actrice dans un long métrage                          | Saoirse Ronan |

## Éditions en vidéo
- En France, le film Lovely Bones est sorti en DVD et Blu-ray édition collector le 15 juin 2010[29],[30]. Par la suite, le film est ressorti en Blu-ray le 4 avril 2012[31] et en VOD le 1er février 2016[11].

## Autour du film
- Peter Jackson signe tous ses films par une apparition à l'écran. Dans Lovely Bones, on peut l'apercevoir dans le magasin photo de la galerie marchande en train d'essayer une caméra et en train de courir au milieu du film.
- On peut apercevoir au début du film lorsque Suzie et sa famille pénètrent dans la librairie une affiche du Seigneur des anneaux de Tolkien, épopée portée à l'écran par Peter Jackson.